# Albert Eulenburg
Albert Eulenburg, född 10 augusti 1840 i Berlin, död där 3 juli 1917, var en tysk läkare.
Eulenburg blev medicine doktor 1861, verkade 1874-82 såsom professor i Greifswald och bosatte sig därefter i Berlin. Han ägnade sig vid sidan av sina vetenskapliga och praktiska arbeten med stor framgång åt publicistisk verksamhet inom medicinen. Han redigerade "Real-Encyklopädie der gesammten Heilkunde" (15 band, 1880-83; tredje upplagan, 28 band, 1893-1903) och dess fortsättning "Encyklopädische Jahrbücher der gesammten Heilkunde" (sedan 1891) samt författade Lehrbuch der allgemeinen Therapie und der therapeutischen Methodik (tre band, 1898-99) och Lehrbuch der klinischen Untersuchungsmethoden (två band, 1903-04). Från 1895 utgav han (tillsammans med Julius Schwalbe) "Deutsche medicinische Wochenschrift".

## Fotnoter
1. 1 2  SNAC, SNAC Ark-ID: w6w5354m, läs online, läst: 9 oktober 2017.[källa från Wikidata]
2. 1 2  Who Named It?, Whonamedit?-ID: 3186, läst: 9 oktober 2017.[källa från Wikidata]
3. ↑  Gemeinsame Normdatei, läst: 11 december 2014.[källa från Wikidata]
4. ↑  Gemeinsame Normdatei, läst: 30 december 2014.[källa från Wikidata]
5. ↑  FactGrid-ID: Q393338, läst: 26 juli 2022.[källa från Wikidata]